# Jully
Jully ist eine französische Gemeinde mit 123 Einwohnern (Stand: 1. Januar 2022) im Département Yonne in der Region Bourgogne-Franche-Comté; sie gehört zum Arrondissement Avallon und zum Kanton Tonnerrois (bis 2015: Kanton Ancy-le-Franc).

## Geographie
Jully ist die östlichste Gemeinde des Departements Yonne. Sie liegt etwa 54 Kilometer ostsüdöstlich von Auxerre. Umgeben wird Jully von den Nachbargemeinden Sennevoy-le-Haut im Nordwesten, Sennevoy-le-Bas im Norden, Fontaines-les-Sèches im Osten, Verdonnet im Osten und Südosten, Ravières im Süden und Südwesten sowie Stigny im Nordwesten.

## Bevölkerungsentwicklung
| Jahr                      | 1962 | 1968 | 1975 | 1982 | 1990 | 1999 | 2006 | 2013 |
| Einwohner                 | 240  | 198  | 179  | 171  | 137  | 142  | 136  | 148  |
| Quelle: Cassini und INSEE |      |      |      |      |      |      |      |      |

## Sehenswürdigkeiten
- Kloster Jully-les-Nonnains, heute Schloss Jully, Benediktinerinnenabtei, 1115 gegründet, 1420 aufgelöst, Ruine Monument historique
- Kirche Notre-Dame-de-l'Assomption, Monument historique seit 1994